# FC Dinamo-Auto Tiraspol
Maillots
Le Football Club Dinamo-Auto Tiraspol (en russe : Футбольный клуб Динамо-Авто Тирасполя), plus couramment abrégé en Dinamo-Auto Tiraspol, était un club moldave de football fondé en 2009 et basé dans la ville de Tiraspol, en Transnistrie. Le club disparaît en 2024.

## Historique
Le FC Dinamo-Auto Tiraspol est fondé en 2009 et il est sacré champion de Divizia B, la troisième division moldave, à l'issue de la saison 2009-2010. L'équipe est alors promue en Divizia A. En 2010-2011, elle se classe troisième derrière le Locomotiv Bălţi et le FC Ursidos Chişinău puis en 2011-2012, le Dinamo-Auto clôt le championnat à septième place.
En 2012-2013, le club tiraspolien se classe troisième derrière le FC Veris Chişinău et le FC Sheriff-2 Tiraspol. Le Sheriff-2 étant une équipe réserve, elle ne peut accéder à la première division. Cela permet donc au Dinamo-Auto Tiraspol de monter en Divizia Națională à partir de la saison 2013-2014.

## Bilan sportif

### Palmarès
| Compétitions nationales                                  |
| -------------------------------------------------------- |
| - Championnat de Moldavie D3 (1) : - Champion : 2009-10. |

### Bilan européen
Note : dans les résultats ci-dessous, le score du club est toujours donné en premier
| Saison    | Compétition  | Tour           | Club         | Domicile | Extérieur | Total |
| --------- | ------------ | -------------- | ------------ | -------- | --------- | ----- |
| 2020-2021 | Ligue Europa | Premier tour Q | FK Ventspils | N/A      | 1 - 2     | 1 - 2 |

Légende
- Victoire ou qualification pour le tour suivant
- Match nul
- Défaite ou élimination de la compétition

## Personnalités du club

### Présidents du club
- Dumitru Margarint

### Entraîneurs du club
- Dumitru Arabadji
- Youri Groshev
- Igor Dobrovolski

### Anciens joueurs du club
- Eugen Hmaruc
- Serghei Gheorghiev